# Campionati del mondo di ciclismo su strada 2008 - Gara in linea maschile Under-23
La gara in linea maschile Under-23 dei Campionati del mondo di ciclismo su strada 2008 fu corsa il 26 settembre a Varese, in Italia, per un percorso totale di 173,50 km. Fu vinta dal colombiano Fabio Duarte, che terminò la gara in 4h17'02".

## Percorso
Questa gara consisteva in 10 giri del circuito cittadino di 17,35 km, per una distanza totale di 173,50 km. Partenza ed arrivo al Cycling Stadium di viale Ippodromo. Il percorso prevedeva un dislivello totale di 2270 m, grazie alle due salite che si alternavano lungo il circuito: l'ascesa di via Montello, 1150 m con pendenza media del 6,5% ed una discesa tecnica, a poche centinaia di metri dalla partenza di ogni giro, e la salita dei Ronchi, 3130 m con una pendenza media del 4,5%, che terminava a soli 3 km dal traguardo.

## Squadre e corridori partecipanti
| N.      | Cod. | Squadra       |
| ------- | ---- | ------------- |
| 1-6     | POR  | Portogallo    |
| 7-12    | ITA  | Italia        |
| 13-18   | FRA  | Francia       |
| 19-24   | BEL  | Belgio        |
| 25-30   | GER  | Germania      |
| 31-36   | SLO  | Slovenia      |
| 37-41   | DEN  | Danimarca     |
| 42-46   | RUS  | Russia        |
| 47-51   | AUS  | Australia     |
| 52-56   | NED  | Paesi Bassi   |
| 57-61   | UKR  | Ucraina       |
| 62-66   | USA  | Stati Uniti   |
| 67      | EST  | Estonia       |
| 68-73   | RSA  | Sudafrica     |
| 74-78   | LTU  | Lituania      |
| 79-83   | POL  | Polonia       |
| 84-86   | LAT  | Lettonia      |
| 87-89   | CRC  | Costa Rica    |
| 90-94   | GBR  | Gran Bretagna |
| 95-99   | CAN  | Canada        |
| 100     | LUX  | Lussemburgo   |
| 101-105 | SUI  | Svizzera      |

| N.      | Cod. | Squadra       |
| ------- | ---- | ------------- |
| 106-110 | COL  | Colombia      |
| 111-113 | ESP  | Spagna        |
| 114-116 | NZL  | Nuova Zelanda |
| 117-121 | UZB  | Uzbekistan    |
| 122-124 | MDA  | Moldavia      |
| 125-128 | NOR  | Norvegia      |
| 129     | ESA  | El Salvador   |
| 130-133 | ALG  | Algeria       |
| 134-136 | ARG  | Argentina     |
| 137-140 | AUT  | Austria       |
| 141-144 | IRI  | Iran          |
| 145     | ROU  | Romania       |
| 146-147 | VEN  | Venezuela     |
| 148-149 | MAS  | Malesia       |
| 150-151 | ECU  | Ecuador       |
| 152-155 | BRA  | Brasile       |
| 156-158 | IRL  | Irlanda       |
| 159-161 | KAZ  | Kazakistan    |
| 162-164 | SWE  | Svezia        |
| 165-168 | CRO  | Croazia       |
| 169-170 | SRB  | Serbia        |

## Resoconto degli eventi
All'ultimo passaggio sui Ronchi si staccarono in cinque, gli italiani Daniel Oss e Damiano Caruso, due tedeschi ed il neoprofessionista colombiano Fabio Duarte, raggiunti da pochi altri corridori tra cui Simone Ponzi. Con tre italiani davanti, il treno azzurro avrebbe dovuto portare alla volata quest'ultimo, ma la stanchezza di Oss e Caruso favorì l'atleta colombiano che, scattando sulla rampa di ingresso al Cycling Stadium a 400 m dal traguardo, conquistò medaglia d'oro e maglia iridata con un'azione da perfetto finisseur. Secondo si classificò l'italiano Ponzi e terzo il tedesco Degenkolb, quarta medaglia della Germania in quattro gare.

## Ordine d'arrivo (Top 10)
| Pos. | Corridore         | Squadra       | Tempo    |
| ---- | ----------------- | ------------- | -------- |
| 1    | Fabio Duarte      | Colombia      | 4h17'02" |
| 2    | Simone Ponzi      | Italia        | s.t.     |
| 3    | John Degenkolb    | Germania      | s.t.     |
| 4    | Ben Swift         | Gran Bretagna | s.t.     |
| 5    | Rui Costa         | Portogallo    | s.t.     |
| 6    | Cyril Gautier     | Francia       | s.t.     |
| 7    | Egor Silin        | Russia        | s.t.     |
| 8    | Daniel Oss        | Italia        | a 5"     |
| 9    | Dennis van Winden | Paesi Bassi   | a 7"     |
| 10   | Damiano Caruso    | Italia        | a 12"    |